# Teun Struycken (1969)
Teun Huib Desiderius Struycken (Nijmegen, 30 oktober 1969) is een Nederlands politicus, voormalig advocaat en hoogleraar privaatrecht. Hij is sinds 2 juli 2024 staatssecretaris van Justitie en Veiligheid in het kabinet-Schoof. Struycken is staatssecretaris namens NSC, maar geen lid van de partij.

## Biografie

### Studie en promotie
Struycken bracht zijn middelbareschooltijd door aan het Stedelijk Gymnasium Nijmegen van 1981 tot 1987 en studeerde vervolgens rechtsgeleerdheid aan de Universiteit Leiden, waar hij in 1992 afstudeerde. Tijdens zijn studie werd hij lid van LSV Minerva en van Mordenate College, de studievereniging voor excellente rechtenstudenten opgericht door Hein Schermers. Aansluitend studeerde hij nog aan de Universiteit Panthéon-Assas (Parijs II) waar hij een diplome d'études approfondies (DEA) in het Droit privé général behaalde (1993) en aan Lady Margaret Hall, Universiteit van Oxford, waar hij in 1994 een Magister Juris behaalde. Na zijn afstuderen werd hij promovendus (aio) aan de Universiteit van Tilburg bij het Schoordijk-instituut, waar hij werkte aan een proefschrift over het Nederlandse goederenrecht. Na vier jaar vervolgde hij het werk aan zijn proefschrift aan de Radboud Universiteit Nijmegen onder begeleiding van Bas Kortmann en Corjo Jansen, waar hij tevens een aanstelling als docent had. Uiteindelijk promoveerde Struycken op 24 januari 2007 cum laude te Nijmegen op het proefschrift De numerus clausus in het goederenrecht. Het proefschrift werd dat jaar tevens uitgegeven door Kluwer te Deventer in de serie Onderneming & Recht.

### Carrière
Sinds 2002 was Struycken werkzaam als advocaat bij het kantoor NautaDutilh, waar hij is gespecialiseerd in het bank- en effectenrecht. Hij houdt zich in het bijzonder bezig met faillissementen, herstructurering en internationale financieringstransacties. In september 2008 werd hij benoemd tot partner (vennoot) van het kantoor. Per 1 januari 2008 was hij tevens benoemd tot gewoon hoogleraar privaatrecht aan de Universiteit Utrecht voor één dag per week, met als leeropdracht het Europees goederenrecht. Zijn oratie, gehouden op 18 maart 2010, was getiteld Over gewilde en ongewilde gemeenschap. In 2010 won hij de publicatieprijs van de Vereniging voor Burgerlijk Recht (VBR) voor een analyse van het arrest Hamm q.q./ABN Amro in het Tijdschrift voor Insolventierecht. Hij was hoofdredacteur van Bedrijfsjuridische berichten (Bb) en medewerker van het tijdschrift Nederlands Internationaal Privaatrecht (NIPR).

### Staatssecretaris
Op 13 juni 2024 werd bekend dat Struycken namens NSC beoogd staatssecretaris Rechtsbescherming was in het te vormen kabinet-Schoof. Hij is echter geen lid van NSC en is naar eigen zeggen ook niet van plan lid van de partij te worden. Hij kende NSC-Kamerlid Nicolien van Vroonhoven-Kok, lid van het selectieteam voor bewindslieden, omdat ze tegelijk lid waren geweest bij LSV Minerva. Tijdens de hoorzittingen voor de kandidaat-bewindslieden voor het ministerie van Justitie op 24 juni zette hij zich nadrukkelijk af tegen het gebruik van de term "omvolking" door Marjolein Faber. Zijn beëdiging vond plaats op 2 juli 2024.
Als staatssecretaris heeft Struycken onder meer de sociale advocatuur in zijn portefeuille. Als oplossing voor het structurele geldgebrek in die sector stelde hij in 2025 extra geld beschikbaar (maar minder dan voorgesteld door de adviescommissie-Van der Meer) en stelde hij voor dat sociale en commerciële advocatuur zouden moeten gaan samenwerken. Samen met minister van binnenlandse zaken Judith Uitermark is hij verantwoordelijk voor het plan om een constitutioneel hof in te stellen dat wetten kan toetsen aan de Grondwet.  Na het aftreden van staatssecretaris Ingrid Coenradie (PVV) bij de val van het kabinet nam Struycken haar portefeuille over, waaronder de verantwoordelijkheid voor het gevangeniswezen.

## Privé
Struycken komt uit een juridische familie: zijn vader, prof. mr. Antoon Victor Marie Struycken (1936), was hoogleraar internationaal privaatrecht aan de Radboud Universiteit. Zijn grootvader Teun Struycken (1906-1977) was minister van Justitie; zijn over-oudoom Teun Struycken (1873-1923) hoogleraar aan de Universiteit van Amsterdam en lid van de Raad van State, en diens zoon Arnold Struycken (1900-1955) adjunct-secretaris-generaal van de Raad van Europa.
Struycken is gehuwd en heeft drie kinderen. Hij is lid van de Rooms-Katholieke Kerk; tot zijn benoeming als staatssecretaris was hij parochiebestuurslid van de Obrechtkerk te Amsterdam.
- Parlement.com: vme3cyo2knzg